# پوئرتوسیتو (آریزونا)
پوئرتوسیتو (به انگلیسی: Puertocito) یک منطقهٔ مسکونی است که در ایالت آریزونا، کشور ایالات متحده آمریکا و در نزدیکی مرز مکزیک واقع شده است. ارتفاع تقریبی پوئرتوسیتو از سطح دریا ۱٬۰۴۹ متر است.